# آيت حماد اربيعة (تيزكيت)
آيت حماد اربيعة هي إحدى مشيخات المملكة المغربية، تتبع جغرافيا لإقليم إفران وإداريًا لتيزكيت. يقدر عدد سكانها بـ 4278 نسمة حسب الإحصاء الرسمي للسكان والسكنى لسنة 2004.